# Mario Mandžukić
Mario Mandžukić (n. 21 mai 1986, Slavonski Brod, RSF Iugoslavia) este un fotbalist croat, retras din activitate. Mandžukić a debutat în naționala Croației în noiembrie 2007, la vârsta de 21 de ani, sub comanda lui Slaven Bilić.
A fost desemnat fotbalistul croat al anului 2012.

## Cariera

### Dinamo Zagreb
În septembrie 2007, Mandžukić a fost cumpărat de Dinamo Zagreb pentru 1,3 milioane de euro, ca înlocuitor pentru Eduardo da Silva, care plecase la Arsenal FC. După sosire, și-a securizat postul de titular al echipei. Pe 4 octombrie 2007, a avut o performanță foarte bună în fața celor de la Ajax Amsterdam, când a marcat două goluri în prelungirile meciului pentru a aduce victoria 3-2 a lui Dinamo. Astfel Dinamo s-a calificat în faza grupelor din Cupa UEFA 2007-2008.

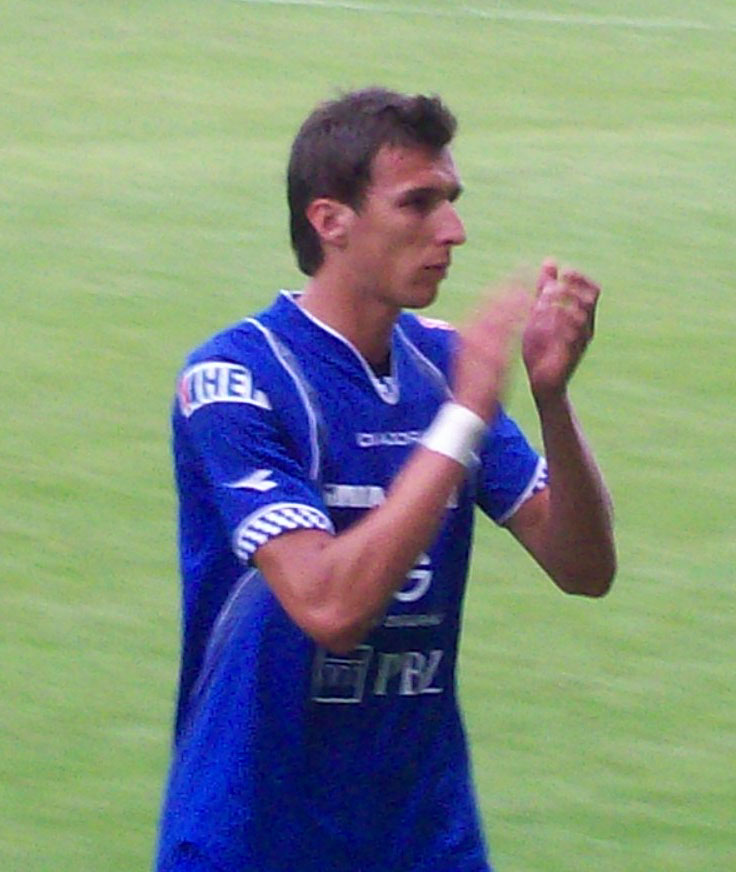
Mandžukić la Dinamo Zagreb

În sezonul 2008-2009 a Prva HNL, Mandžukić a fost golgheterul ligii cu 16 goluri în 28 de meciuri. De asemenea a marcat trei goluri în Cupa UEFA. Acesta a fost sezonul în care el s-a făcut cunoscut în Europa. După ce sezonul s-a terminat, a primit o ofertă de 12 milioane de euro de la Werder Bremen, dar aceasta a fost refuzată de Dinamo Zagreb , pentru că ei considerau că valoarea lui era de 15 milioane. El a început sezonul 2009-2010, marcând un gol în play-off-ul UEFA Champions League împotriva celor de la Red Bull Salzburg. De-alungul acelui sezon a jucat 24 de meciuri și a marcat 14 goluri.

### Vfl Wolfsburg
Pe 14 iulie 2010, Mandžukić a semnat cu VfL Wolfsburg pentru aprox. 7 milioane de euro. De-alungul sezonului a jucat des, dar de obicei venind din poziția de rezervă. La acea vreme era antrenor Steve McClaren , care era cu un singur atacant, Edin Džeko. După plecarea lui Džeko din ianuarie 2011, Mandžukić a devenit noul titular al echipei. El a marcat primul său gol în Bundesliga în etapa 26 împotriva 1. FC Nürnberg. În cei 2 ani petrecuți la Wolfsburg, a jucat 56 de meciuri și a marcat 20 de goluri.

### Bayern München
Pe 26 iunie 2012, Mandžukić a semnat cu Bayern München pentru suma de 13 milioane de euro, făcând totuși un test medical din cauza evoluției puternice de la EURO 2012 și forma extraordinară de la VfL Wolfsburg. Pe 27 iunie, a fost prezentat oficial de Bayern. Pe 24 iulie 2012, a debutat pentru Bayern în victoria 6-0 în fața chinezilor de la Beijing Guoan FC. El a marcat primul său gol într-un meci oficial, în Supercupa Germaniei, împotriva campionilor de la Borussia Dortmund, în minutul 6. El a marcat de 2 ori în fața fostului său club Wolfsburg.
După pauza competițională din iarnă, Mandžukić și-a continuat forma excelentă. La finalul sezonului a fost golgheterul lui Bayern cu 15 goluri în 24 de meciuri. A marcat primul său gol din UEFA Champions League în șaisprezecimi împotriva celor de la Arsenal FC. În finala de pe 25 mai, Bayern a întâlnit-o pe Borussia Dortmund și Mandžukić a marcat primul gol al meciului în minutul 60. Bayern a câștigat trofeul cu 2-1 prin golul din prelungiri a lui Arjen Robben. Prin acest gol, Mandžukić a devenit primul jucător croat care marchează într-o finală UEFA Champions League. Acesta a fost un sezon foarte bun pentru el, clubul câștigând Bundesliga, Cupa Germaniei, Supercupa Germaniei și Supercupa Europei.

## Cariera internațională
După performanțele foarte bune din sezonul 2007-2008 al Prva HNL, în care a participat în UEFA Champions League și Cupa UEFA cu Dinamo Zagreb, a fost selecționat la naționala Croației. El a debutat pe 17 noiembrie 2007 împotriva Albaniei. El a reușit să califice echipa la Euro 2012.

### Goluri internaționale
| #   | Data               | Orașul                                 | Adversarul        | Scorul după gol | Rezultat final | Competiția                                |
| --- | ------------------ | -------------------------------------- | ----------------- | --------------- | -------------- | ----------------------------------------- |
| 1.  | 10 septembrie 2008 | Stadionul Maksimir, Zagreb, Croația    | Anglia            | 1–3             | 1–4            | Preliminariile Campionatului Mondial 2010 |
| 2.  | 12 octombrie 2010  | Stadionul Maksimir, Zagreb, Croația    | Norvegia          | 1–1             | 2–1            | Meci amical                               |
| 3.  | 3 iunie 2011       | Stadionul Poljud, Split, Croația       | Georgia           | 1–1             | 2–1            | Prelimnariile Euro 2012                   |
| 4.  | 11 octombrie 2011  | Stadionul Kantrida, Rijeka, Croația    | Letonia           | 2–0             | 2–0            | Prelimnariile Euro 2012                   |
| 5.  | 11 noiembrie 2011  | Türk Telekom Arena, Istanbul, Turcia   | Turcia            | 0–2             | 0–3            | Prelimnariile Euro 2012                   |
| 6.  | 10 iunie 2012      | Stadionul Miejski, Poznań, Polonia     | Republica Irlanda | 0–1             | 1–3            | Euro 2012                                 |
| 7.  | 10 iunie 2012      | Stadionul Miejski, Poznań, Polonia     | Republica Irlanda | 1–3             | 1–3            | Euro 2012                                 |
| 8.  | 14 iunie 2012      | Stadionul Miejski, Poznań, Polonia     | Italia            | 1–1             | 1–1            | Euro 2012                                 |
| 9.  | 16 octombrie 2012  | Stadion Gradski vrt, Osijek, Croația   | Țara Galilor      | 1–0             | 2–0            | Preliminariile Campionatului Mondial 2014 |
| 10. | 6 februarie 2013   | Craven Cottage, Londra, Anglia         | Coreea de Sud     | 0–1             | 0–4            | Meci amical                               |
| 11. | 22 martie 2013     | Stadionul Maksimir, Zagreb, Croația    | Serbia            | 1–0             | 2–0            | Preliminariile Campionatului Mondial 2014 |
| 12. | 6 septembrie 2013  | Stadion Crvena Zvezda, Belgrad, Serbia | Serbia            | 0–1             | 1–1            | Preliminariile Campionatului Mondial 2014 |
| 13. | 19 noiembrie 2013  | Stadionul Maksimir, Zagreb, Croația    | Islanda           | 1–0             | 2–0            | Preliminariile Campionatului Mondial 2014 |
| 14. | 18 iunie 2014      | Arena da Amazônia, Manaus, Brazilia    | Camerun           | 3–0             | 4–0            | Campionatul Mondial de Fotbal 2014        |
| 15. | 18 iunie 2014      | Arena da Amazônia, Manaus, Brazilia    | Camerun           | 4–0             | 4–0            | Campionatul Mondial de Fotbal 2014        |

## Palmares
Dinamo Zagreb
- Prva HNL: 2007-2008, 2008-2009, 2009-2010
- Cupa Croației: 2007-2008, 2008-2009

Bayern München
- Bundesliga: 2012–13, 2013–14
- DFB-Pokal: 2012-2013
- DFL-Supercup: 2012
- Liga Campionilor: 2012-2013
- Supercupa Europei: 2013
- FIFA Club World Cup: 2013

### Individual
- Golgheterul campionatului Croației: 2008–09
- Cel mai bun fotbalist din campionatul Croației: 2008–09
- UEFA Euro Co-Top Scorer: 2012
- Fotbalistul croat al anului: 2012, 2013
- Sportivul croat al anului: 2013

## Statistici
La 31 iunie 2014.
| Club           | Sezon         | Campionat | Campionat | Cupă    | Cupă   | Europa  | Europa | Altele  | Altele | Total   | Total  |
| Club           | Sezon         | Meciuri   | Goluri    | Meciuri | Goluri | Meciuri | Goluri | Meciuri | Goluri | Meciuri | Goluri |
| -------------- | ------------- | --------- | --------- | ------- | ------ | ------- | ------ | ------- | ------ | ------- | ------ |
| Marsonia       | 2004–05       | 23        | 14        | —       | —      | —       | —      | —       | —      | 23      | 14     |
| Marsonia       | Total         | 23        | 14        | —       | —      | —       | —      | —       | —      | 23      | 14     |
| NK Zagreb      | 2005–06       | 28        | 3         | —       | —      | —       | —      | —       | —      | 28      | 3      |
| NK Zagreb      | 2006–07       | 23        | 11        | 4       | 3      | —       | —      | —       | —      | 27      | 14     |
| NK Zagreb      | Total         | 51        | 14        | 4       | 3      | —       | —      | —       | —      | 55      | 17     |
| Dinamo Zagreb  | 2007–08       | 29        | 12        | 8       | 5      | 10      | 3      | —       | —      | 47      | 20     |
| Dinamo Zagreb  | 2008–09       | 28        | 16        | 5       | 5      | 10      | 3      | —       | —      | 43      | 24     |
| Dinamo Zagreb  | 2009–10       | 24        | 14        | 3       | 0      | 11      | 5      | —       | —      | 38      | 19     |
| Dinamo Zagreb  | Total         | 81        | 42        | 16      | 10     | 31      | 11     | —       | —      | 128     | 63     |
| VfL Wolfsburg  | 2010–11       | 24        | 8         | 3       | 0      | —       | —      | —       | —      | 27      | 8      |
| VfL Wolfsburg  | 2011–12       | 32        | 12        | 1       | 0      | —       | —      | —       | —      | 33      | 12     |
| VfL Wolfsburg  | Total         | 56        | 20        | 4       | 0      | —       | —      | —       | —      | 60      | 20     |
| Bayern München | 2012–13       | 24        | 15        | 5       | 3      | 10      | 3      | 1       | 1      | 40      | 22     |
| Bayern München | 2013–14       | 30        | 18        | 4       | 4      | 10      | 3      | 4       | 1      | 48      | 26     |
| Bayern München | Total         | 54        | 33        | 9       | 7      | 20      | 6      | 5       | 2      | 88      | 48     |
| Total carieră  | Total carieră | 265       | 123       | 33      | 20     | 51      | 17     | 5       | 2      | 354     | 162    |

## Legături externe
- Mario Mandžukić pe site-ul FIFA (arhivat)
- Mario Mandžukić – pe site-ul UEFA
- Mario Mandžukić statistics – ESPNsoccernet
- Mario Mandžukić pe site-ul National-Football-Teams.com
- Profil pe Transfermarket.de